# Гёль (Германия)
Гёль (нем. Göhl) — община в Германии, в земле Шлезвиг-Гольштейн.
Входит в состав района Восточный Гольштейн. Подчиняется управлению Ольденбург-Ланд. Население составляет 1181 человек (на 31 декабря 2010 года). Занимает площадь 21,2 км².